# Fabio Rieti
Pour les articles homonymes, voir Rieti (homonymie).
Fabio Rieti, né le 7 juin 1925 (année de naissance parfois donnée en 1927) à Rome en Italie et mort le 17 mars 2020 dans le 6e arrondissement de Paris à l'âge de 94 ans, est un artiste visuel, peintre, mosaïste et muraliste, de nationalité italienne, américaine et française.
Il est répertorié dans le Bénézit 1976.

## Biographie
En 1925 ses parents, le compositeur Vittorio Rieti (Alexandrie 1898 - New York 1994) et sa femme Elsie Rappaport (New York 1901 - 1969), quittent l'Italie et s'installent temporairement à Paris. Ils y reviendront en 1938, à la suite de l'instauration des lois raciales de Mussolini, avant de s'installer à New York en 1940. Après deux années en France Fabio Rieti arrive à New York en 1940, à l'âge de 15 ans, accompagné de sa mère, sur le paquebot Excambion.
Fabio Rieti étudie auprès de Corrado Cagli,, qui fréquentait son père.
Aux États-Unis il épouse en 1946 Natascha Maria Schneider (1927-2003), avec laquelle il aura un fils Niccolo, dit Nicky, né en 1947, décorateur de théâtre. Il effectue le voyage depuis l'Italie vers New York en 1951, à l'âge de 26 ans, sur le paquebot Queen Elisabeth.
Leslie Brody (en), dans Sometimes You Have to Lie: The Life and Times of Louise Fitzhugh, Renegade Author of Harriet the Spy, (Califorinia: Seal Press), rapporte une relation amoureuse, à Bologne en Italie, entre Fabio et Louise Fitzhugh en 1956,. Ils ont réalisé des fresques à 4 mains.
Il s'installe à Paris vers 1957.
En France il épouse en secondes noces Laurence Aillaud, sculptrice, fille de l'architecte Émile Aillaud et sœur du peintre Gilles Aillaud, ils ont au moins un enfant, Leonor Rieti, artiste, mère de Louise (Louyz) artiste également.
Fabio Rieti collabore longuement avec son beau-père, l'architecte Émile Aillaud, il participe à la coloration de grands ensembles urbains, comme la cité de l'Abreuvoir à Bobigny,,, la cité de la Grande Borne à Grigny (Essonne),, la ZAC de la Noé à Chanteloup-les-Vignes, la cité des Coutillières,,, à Pantin et Bobigny ou la cité Pablo Picasso à Nanterre.
Il participe à des œuvres collectives, telles que Vivre et laisser mourir ou la Fin tragique de Marcel Duchamp, avec Eduardo Arroyo, Antonio Recalcati, Gilles Aillaud, Gérard Fromanger et Francis Biras, un ensemble de huit tableaux réalisé en 1965, dans le cadre de l'exposition « Figuration narrative dans l'art contemporain » à la galerie Creuze à Paris et aujourd'hui conservé au Musée Reina Sofia à Madrid et La Datcha réalisée en 1969 par Gilles Aillaud, Francis Biras, Lucio Fanti, Fabio Rieti et Eduardo Arroyo, et exposée à la Fondation Maeght en 2013.
En 1971 il illustre une affiche italienne du film Mort à Venise (Imprimeur Lito Roma) Luchino Visconti,.
En 1979 il participe à la décoration du premier Forum des Halles, inauguré en septembre 1979.
Il réalise, avec Évelyne Corréard, les costumes du spectacle Les Aventures de Georges Larrère de Féodor Atkine à la Comédie de Paris en 1981,.
Il réalise de nombreux murs peints en trompe-l'œil.
À la suite d'une exposition organisée en octobre 2024 à la Galerie Sabine Bayasli, cinq œuvres de Fabio Rieti ont été acquises par le Centre Pompidou pour intégrer sa collection. Cette reconnaissance institutionnelle l’inscrit pleinement dans l’histoire de l’art aux côtés des grands noms de son époque.

## Œuvres dans l'espace public
- Colorisation du mur extérieur de la sacristie de l'église Notre-Dame du Wiesberg[32] (architecte Émile Aillaud, église labellisée « Patrimoine du XXe siècle » en 2013), place des Tilleuls, Ensemble de Wiesberg, Forbach (1965 - 1967)[33]
- Groupe scolaire Louis Houpert du Wiesberg, Forbach (1966, labellisé « Patrimoine du XXe siècle » en 2013[34]
- La Grande Borne, colorations et œuvres en mosaïque, dont l'Écolière en mosaïque de la rue Dédale restaurée en 2011, Grigny (1967 - 1972)[35],[36]
- Les Poètes, mosaïque tramée de grès cérame de 2 x 2 cm, ZAC de la Noé, Chanteloup-les-Vignes (1972)[37],[38],[39]
- Sainte-Geneviève, fresque murale rue Pablo Neruda à Nanterre, (1973 ou 1975), restaurée en 2012 par sa fille Leonor[40]
- Cité Pablo Picasso, décors des Tours nuages en mosaïques de pâte de verre format 2 x 2 cm, Nanterre (1974)
- Groupe scolaire Roland-Dorgelès, sculpture, ZAC de la Noé, Chanteloup-les-Vignes[41] (1975)[42]
- Décors de l'Esplanade, Médaillons sculptés, Mont d'Est, Esplanade de la Commune de Paris, Noisy-le-Grand (1975 - 1977)

Aménagements urbains
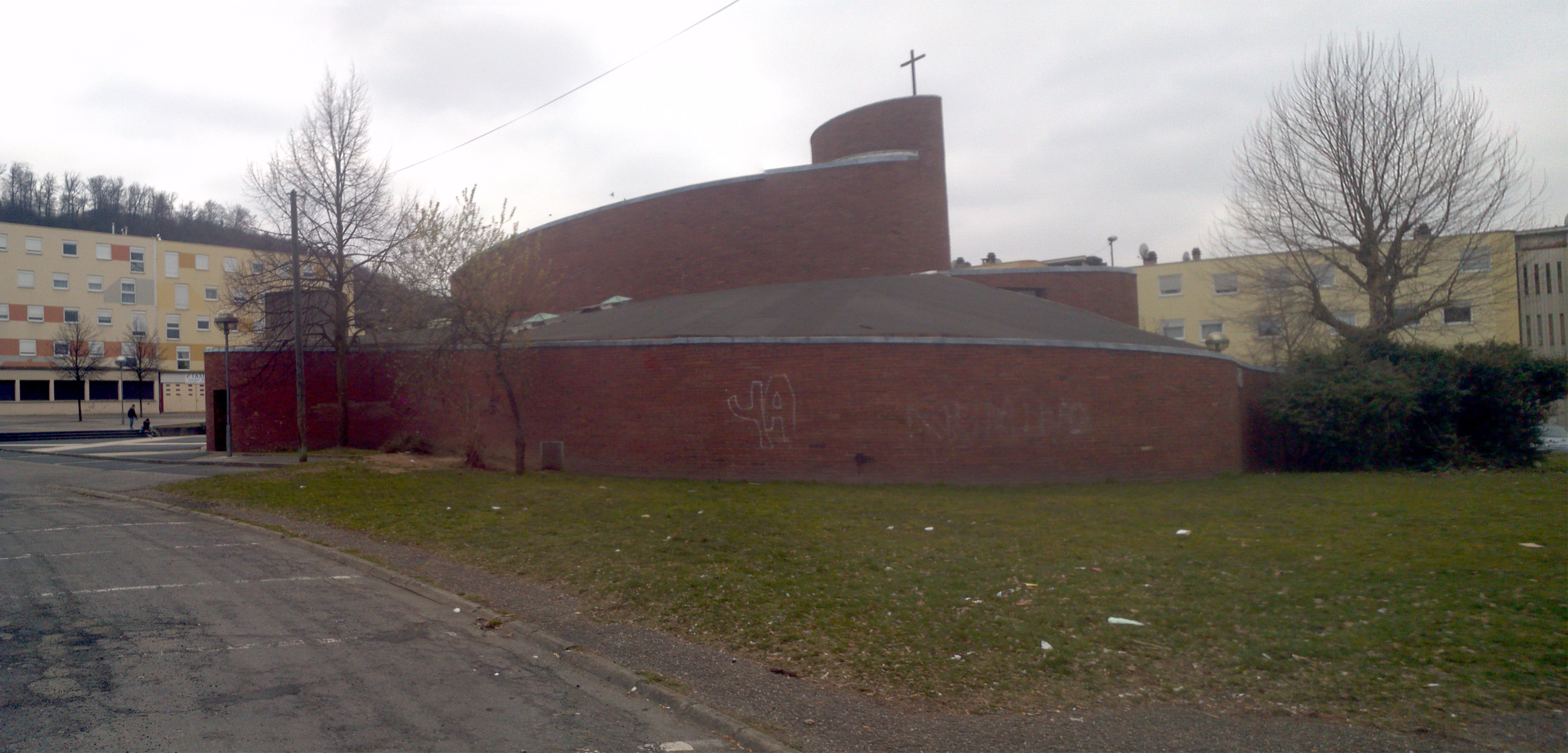
église Notre-Dame du Wiesberg, Forbach

- Fenêtres en trompe-l’œil ou Le musicien, mur peint, rue Quincampoix dans le 4e arrondissement de Paris, réalisation SEMAH (Société d'Économie Mixte d'Aménagement des Halles) (1976)[43], mur remanié en 1988, mur restauré en 2016 par sa fille, Leonor, et sa petite fille, Louyz
- Le piéton des halles, mur peint sur le mur de la centrale climatique des Halles, rue Rambuteau, Paris (1977)[44], puis caché par un bâtiment construit en 1981[45]
- Mur peint impasse Letort dans le 18e arrondissement de Paris (1978)[46]
- Mur peint en trompe-l'œil, rue Fessart dans le 19e arrondissement de Paris (1979)[43]
- Jean-Sébastien Bach, marouflage, rue de Clisson, à côté de la rue Jean-Sébastien-Bach, dans le 13e arrondissement de Paris (1980)[43]
- Les compagnons de Jeanne d'Arc, plan du quartier, mosaïque en carreaux 5 × 5 cm à l'angle de la rue Clisson et de la place Nationale (1980)[47]
- L'escalier ou L’Homme à la valise, mur peint rue Étienne-Marcel dans le 1er arrondissement de Paris, réalisation Dauphin (1982)[48], mur remanié en 1989[43], mur restauré en 2016 par sa fille, Leonor, et sa petite fille, Louyz[49] « (Vidéo sur la restauration en ligne) »
- Le Balcon, mur peint, rue de Penthièvre et avenue Delcassé dans le 8e arrondissement de Paris, réalisation J.C. Decaux  (1982)
- La Bugatti, marouflage, rue Jacques Freiss & Grande Rue, Mulhouse (1982)
- Venise sur Seine, murs peints, quai de Jemmapes dans le 10e arrondissement de Paris, réalisation GAN (1982)[43]
- Château d'eau, peinture, avenue d'Armorique, Plaisir (1983), rénové par Frédéric Gracia[50]
- Le peintre, mur peint, quai des États-Unis, Nice (1984)
- Mur peint en trompe-l'œil, croisement de la rue Gambetta et du quai Louis Blanc, Le Mans (1984)[51]
- Anamorphose, pâte de verre, dans le couloir piéton souterrain conduisant au parking Centre, La Défense (1985)[52]
- Le Visage, mosaïque, esplanade de La Défense (1985)
- Porte cochère en trompe-l'œil, entrée du 27 avenue de l'Opéra, Paris (1985) (disparue)

Murs peints
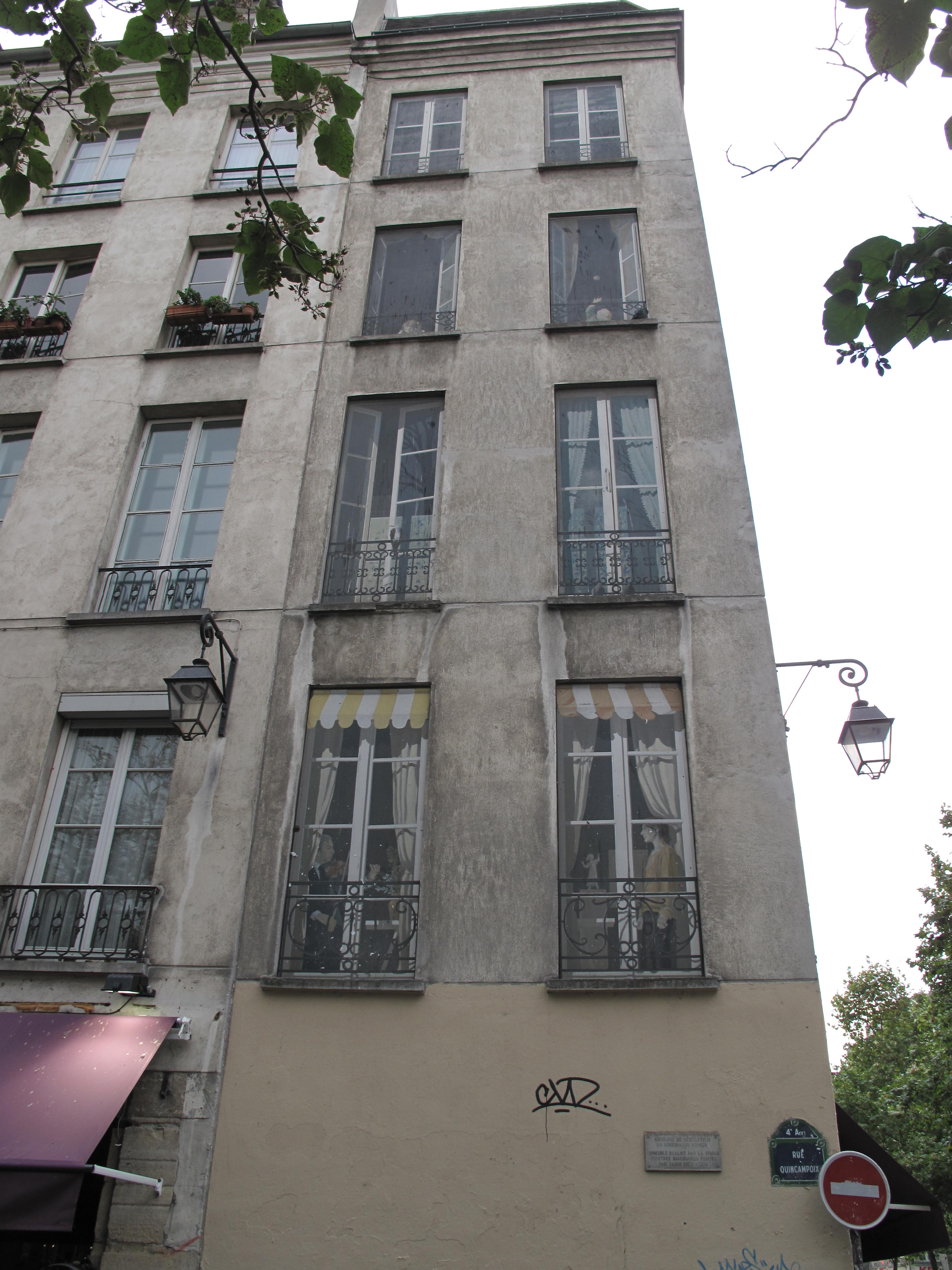
Le musicien, mur peint, rue Quincampoix, Paris
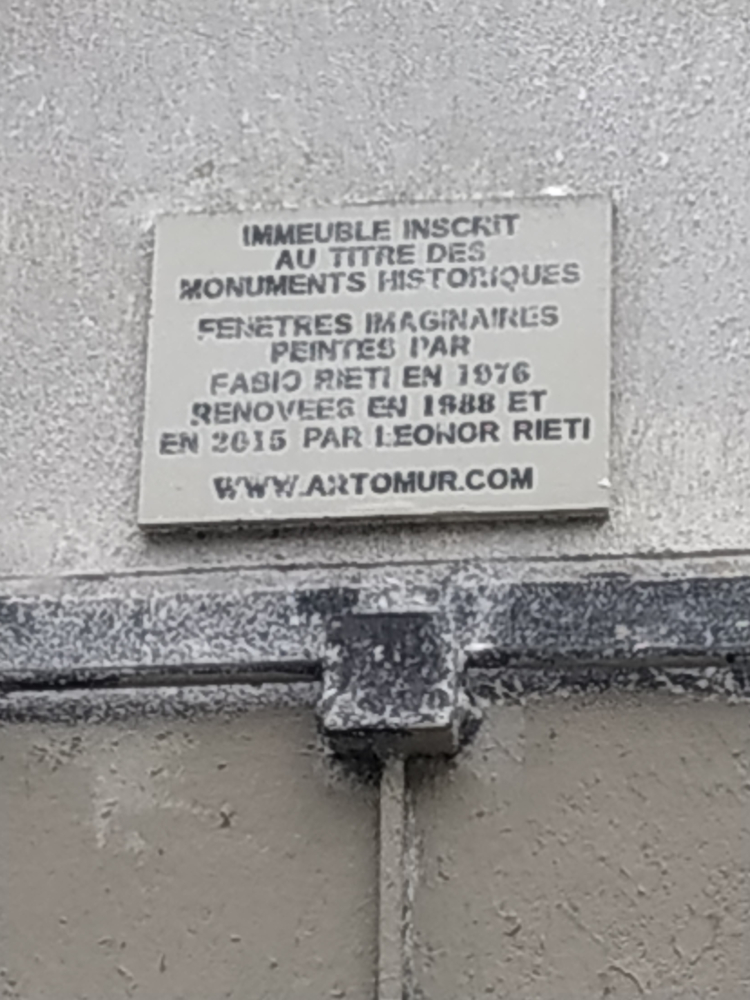
Plaque sur le mur de la rue Quincampoix, Paris
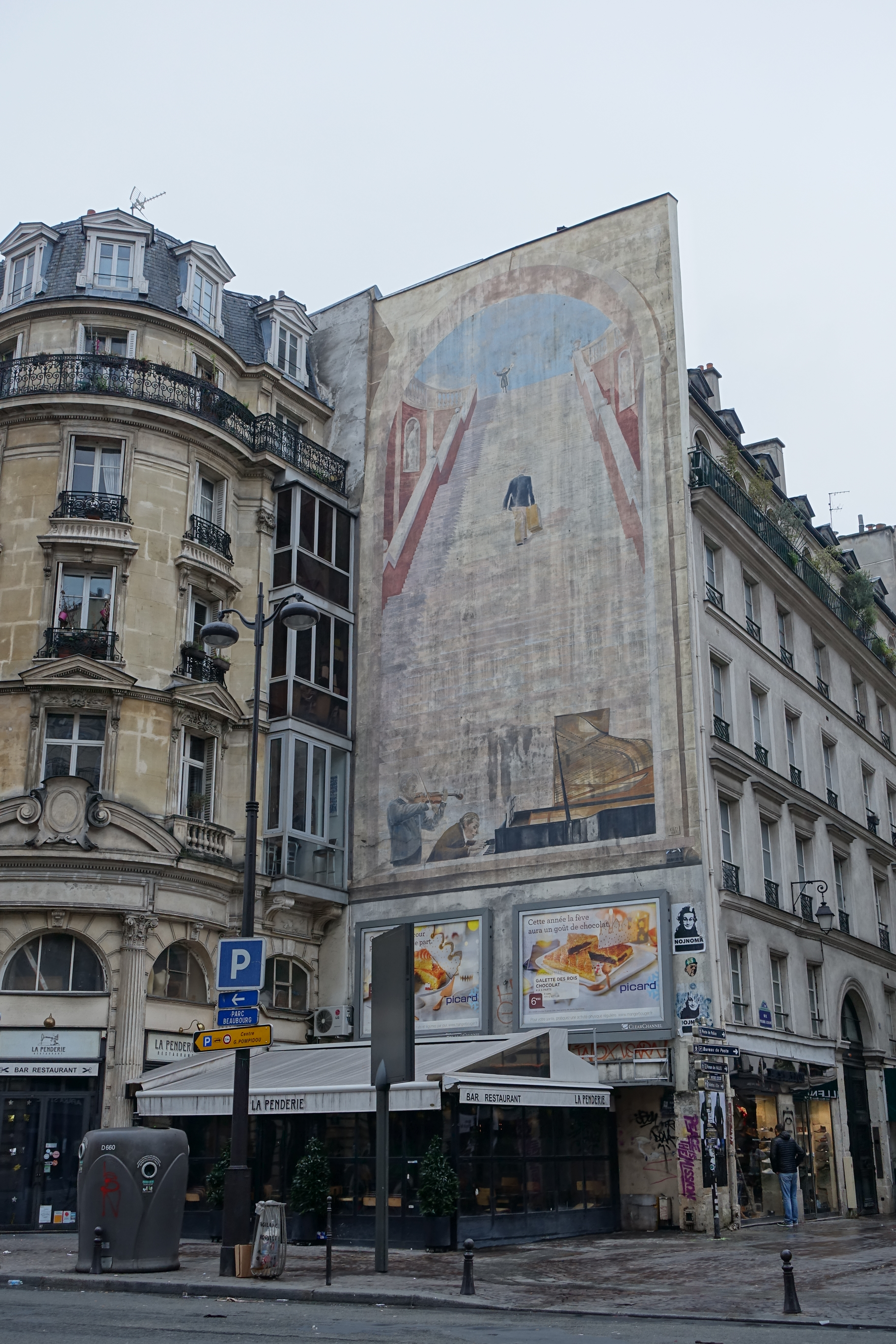
L'escalier ou L’Homme à la valise, mur peint rue Étienne-Marcel, Paris
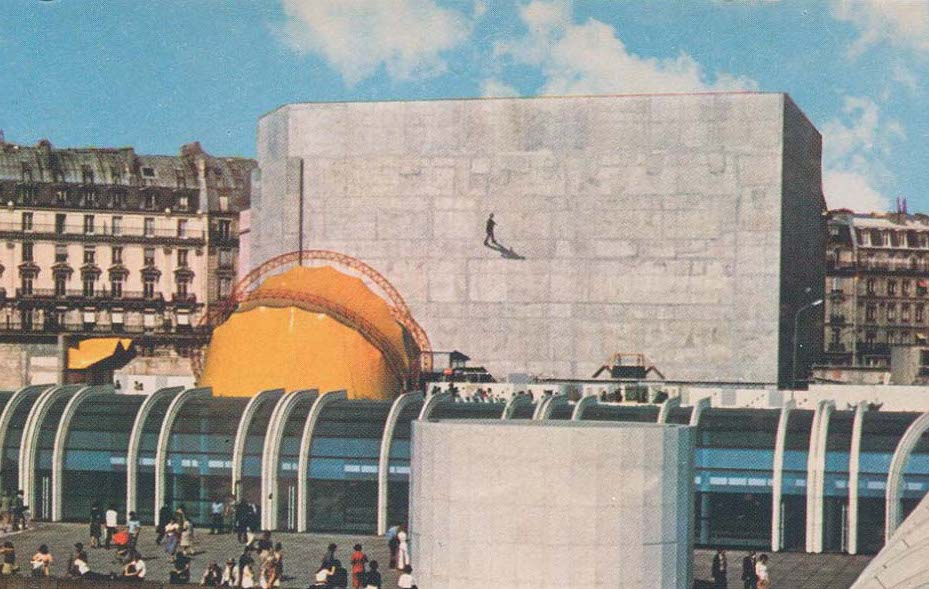
Le piéton des halles, mur peint, rue Rambuteau, Paris
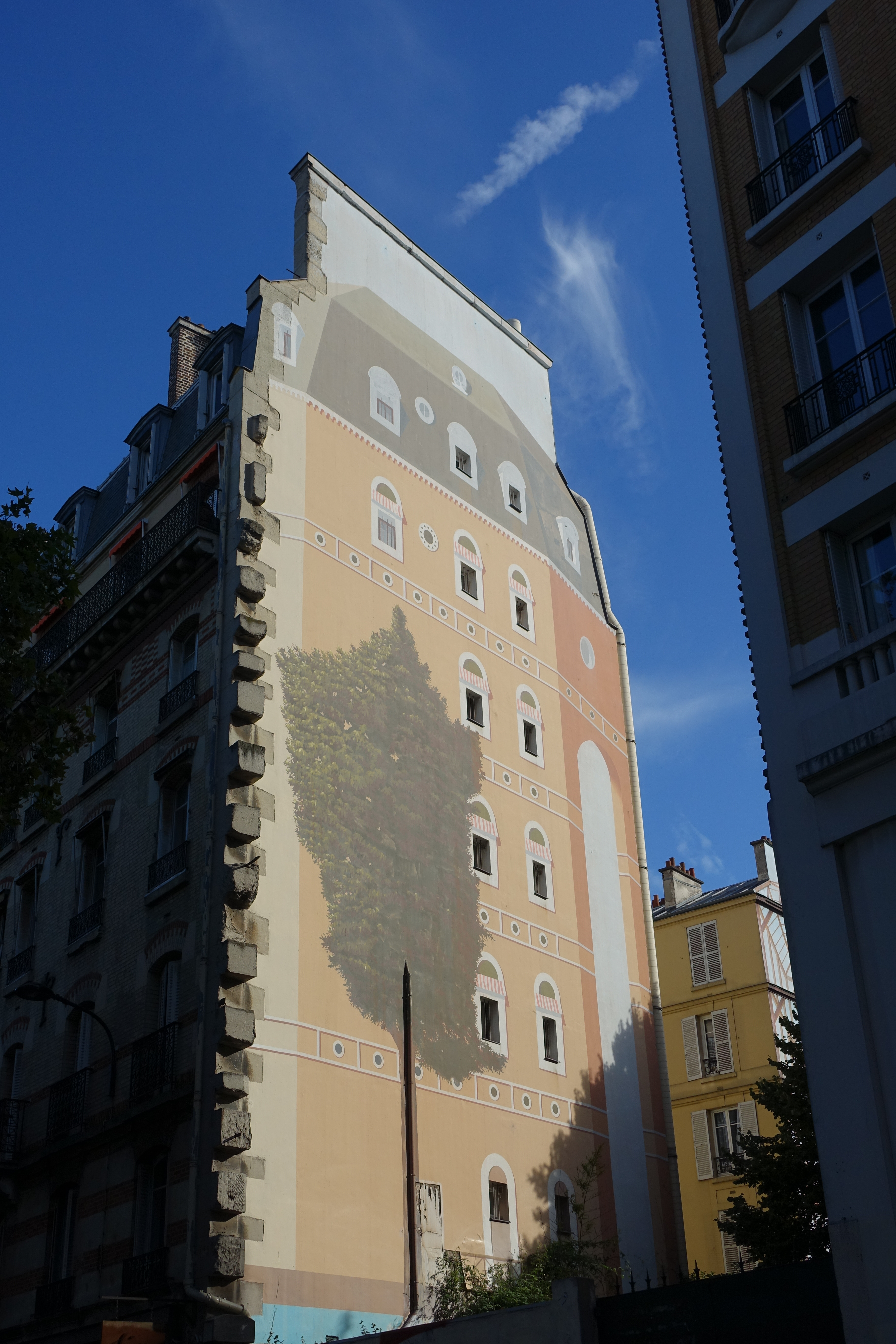
Partie de Venise sur Seine, murs peints, quai de Jemmapes, Paris
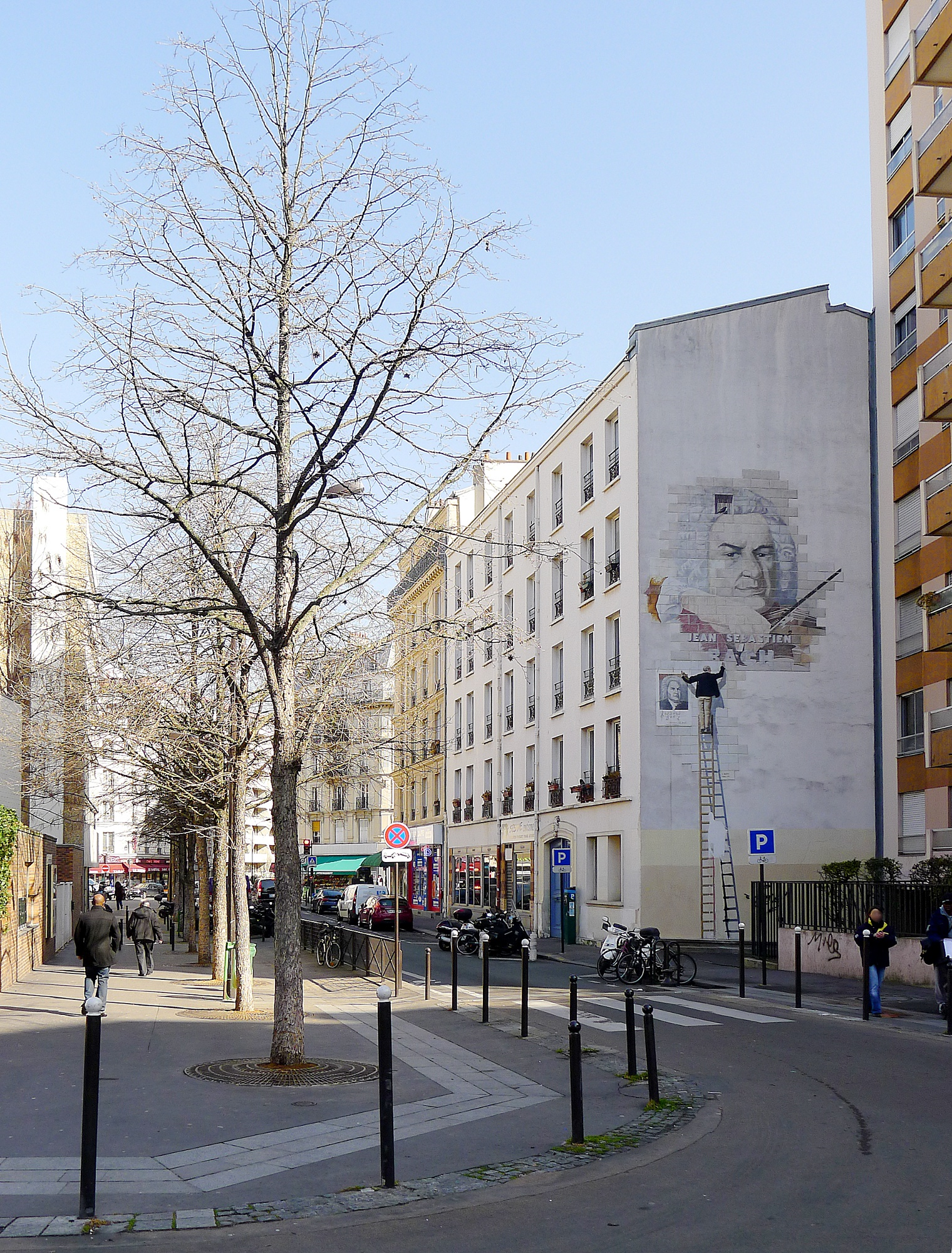
Jean-Sébastien Bach, marouflage, rue de Clisson, Paris
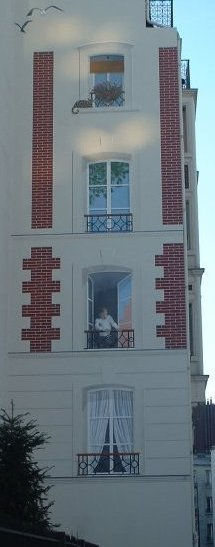
Mur peint, rue Fessart, Paris
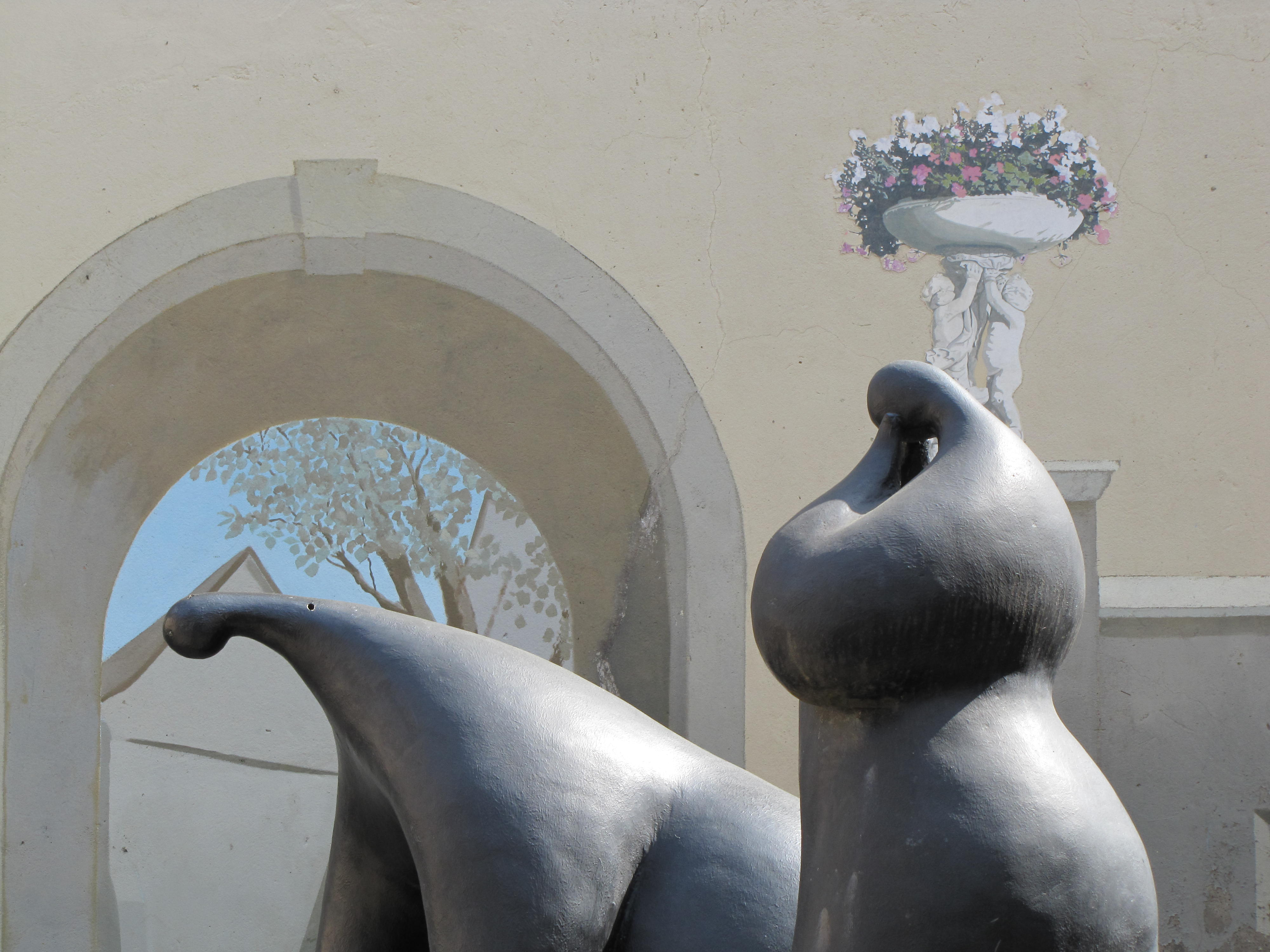
Partie du mur Les Mulhousiens, rue des Franciscains, Mulhouse

- Adam et Eve ou La pomme, murs peints, rue Jean-Sans-Peur & rue Pierre Dupont, Lille (1987)
- Fresques en trompe-l'œil, réalisées entre 1988 et 2014, sur les façades des maisons du centre historique de Collelongo dans les Abruzzes (Italie) (1988 - 2014)[53],[54]
- La plage, boulevard Baptistin Ardisson & avenue Georges Gallice, Juan-les-Pins (1989)[55]
- Trompe-l'oeil, New York (États-Unis) (1989)
- Les Mulhousiens, mur peint, rue des Franciscains, Mulhouse (1991)[56]
- Whiskas, mur peint, Vienne (Autriche) (1991)
- Oies en vol, mosaïque, rue de l’Industrie à Courbevoie (1991)[47]
- Jardin suspendu, mur peint, impasse Genouville, Levallois-Perret (1994)
- Trompe-l’œil, angle de la rue Thiers et de la rue de l'Écluse de Bergues, Dunkerque (1994) (disparu)
- Enfants aux Fenêtres, mur peint, rue Estienne d'Orves, Le Pecq (1994)[57]
- Treille peinte, mur peint, rue de Buci dans le 6e arrondissement de Paris (1994)[58]
- Résidence le Socrate, mur peint, avenue Henry Ginoux, Montrouge (1995)[59]
- Le Parc Corbière, mur peint, rue du baron, Le Pecq (1997)[60]
- Les arbres, mur peint avec Leonor, rue Gabriel Péri, Villa Mathilda, Montrouge (2003)
- Fresques éphémères, avec sa fille Leonor, boulevard Saint-Roch, Avignon (juin 2006) (disparues)
- Fresque réalisée avec Leonor, sur une boulangerie, Grande rue, Verneuil-sur-Seine  (2010)
- Liberté, couleurs originales, mosaïque, restauration en hommage et en présence de Jacques Kalisz et Fabio Rieti dans le cadre des Journées européennes du patrimoine, rue Salvador Allende à Nanterre (2012)[61],[62]
- Pablo Neruda, portrait en céramique monumental, avenue Frédéric et Irène-Joliot-Curie, Groupe scolaire Pablo Neruda à Nanterre, non daté[47]

## Œuvres dans les musées
- Conception de fresques polychromes monumentales, La Grande Borne, Grigny (#1), 1969, Centre national d'art et de culture Georges-Pompidou[63],[64]

- Conception de fresques polychromes monumentales, La Grande Borne, Grigny (#2), 1969, Centre national d'art et de culture Georges-Pompidou[65],[64]
- Connivences (Visite au château, Portrait de Kafka à 18 ans), peinture à l'huile, 1969, Musée d'Art moderne de Paris (Palais de Tokyo)[66]
- Collection du Centre national des arts plastiques, Living-Room (Huile et encre de Chine sur isorel, non daté), Fenêtre sur jardin (Huile et pastel sur flanelle, 1977), Sans titre (Peinture sur bois, 1985)[67]
- Les Aillaud, 2005-2006, dessin préparatoire, crayon Conté, musée de la Vallée, La Sapinière, Barcelonnette[68]
- Les Aillaud, 2005-2006, une communauté artistique familiale, (acrylique sur toile de lin, 140 x 280 cm) commande du musée, musée de la Vallée, La Sapinière, Barcelonnette[68],[69]

## Expositions
- Galerie L'Obelisco, Ceramiche di Val d’Inferno, exposition collective, Rome (Italie) (décembre 1949)
- Galerie L'Obelisco, duo avec Gilles Aillaud, Rome (Italie) (1950)[70]
- Banfer Gallery, exposition solo, New York (États-Unis) (1963)
- Galleria Ottantotto, exposition solo, Rome (Italie) (1963)
- Institute of Contemporary Arts, The Obsessive Image 1960-1968, exposition collective, Londres (Angleterre) (avril - mai 1968)
- Prospect 68, Kunsthalle Düsseldorf, exposition collective, Düsseldorf (Allemagne)  (septembre 1968)
- Galerie Gabbiano  de Rome, exposition sur le thème de la Mort à Venise de Luchino Visconti (6 mars - 13 mars 1971)[71]
- Galerie de l'Union des Peintres, Moscou (1974)[72]
- Musée d'art moderne de la ville de paris, Mythologies quotidiennes 2, exposition collective, Paris (avril - juin 1977)
- Hôtel de ville de Paris, Pignons sur rues, exposition collective, Paris (23 mars - 16 mai 1987)[45]
- Espace Cardin, Gitanes, exposition collective, Paris (19 octobre - 31 octobre 1989)
- Murs peints de Paris au Pavillon de l'Arsenal, Paris (mars 1990)
- Galerie Kunsthaus Bühler, Stuttgart (Allemagne) (10 juillet - 28 août 1993)[73]
- Galerie Kunsthaus Bühler, Stuttgart (Allemagne) (20 septembre - 30 octobre 2008)[74],[75]
- Galerie Cécile Charron, Fabio Rieti (Peinture) & Laurence Aillaud (Sculpture), Paris (12 mars - 12 avril 2010)[76]
- Musée du Vieux-Château, exposition collective, Louis Quilici et la figuration narrative - chemins croisés, Laval (30 juin - 14 octobre 2012)
- Galerie Detais, duo avec Denis Rivière, Paris (22 janvier - 9 février 2013)
- Galerie Detais, exposition solo, Paris (11 - 28 mars 2015)[77]
- Galerie Detais, Who’s afraid of wild ?, exposition collective en hommage à Gilles Aillaud, commissaire Frédéric Léglise, Paris (12 - 30 avril 2016)[78]
- Urban Showroom, tableaux, Paris (7 - 20 juin 2016)
- La Piscine, Éloge de la couleur, exposition collective dédiée à la couleur appliquée au paysage, à l'architecture, au design et au graphisme, Roubaix (1er avril - 11 juin 2017)[79] « (Vidéo en ligne) »
- Galerie Detais, Rêver deux printemps, exposition collective, Paris (11 avril - 5 mai 2018)
- Jour et Nuit Culture, PixelArt, exposition en hommage au muraliste de la première heure Fabio Rieti, Paris (26 février - 3 mars 2019)[80] « (Vidéo en ligne) »
- Mairie du 13e arrondissement de Paris, Galerie Athéna et Antichambre, exposition des peintures de Fabio Rieti, Paris (16 décembre 2019 - 17 janvier 2020)
- Galerie Sabine Bayasli, Hommage à Fabio Rieti  (1925 - 2020), exposition du 03 Octobre au 02 Novembre 2024

### Monographies
- Richard Crevier, Fabio Rieti - peinture, textes et errances, Herscher, 1992, 128 p. (ISBN 2-7335-0202-6, BNF 35537014, présentation en ligne)

### Vidéos
- (es) [vidéo] Alliance Française de Quito, « Fabio Rieti de Paris a Quito », sur YouTube
- Marie-Laure Viale avec le réalisateur Julien Donada (Entretiens filmés d'artistes), Fabio Rieti, (2018)